# Cantón de Saint-Christophe-en-Bazelle
El cantón de Saint-Christophe-en-Bazelle era una división administrativa francesa, que estaba situada en el departamento de Indre y la región de Centro-Valle de Loira.

## Composición
El cantón estaba formado por doce comunas:
- Anjouin
- Bagneux
- Chabris
- Dun-le-Poëlier
- Menetou-sur-Nahon
- Orville
- Parpeçay
- Poulaines
- Sainte-Cécile
- Saint-Christophe-en-Bazelle
- Sembleçay
- Varennes-sur-Fouzon

## Supresión del cantón de Saint-Christophe-en-Bazelle
En aplicación del Decreto nº 2014-178 de 18 de febrero de 2014, el cantón de Saint-Christophe-en-Bazelle fue suprimido el 22 de marzo de 2015 y sus 12 comunas pasaron a formar parte del nuevo cantón de Valençay.